# Så länge uppdraget varar
Så länge uppdraget varar är en svensk anställningsform som  används inom personlig assistans, främst inom den privata sektorn. Det är en visstidsanställning som dock normalt inte har ett fastlagt slutdatum. Istället upphör anställningen när brukaren byter till ett annat assistansföretag eller avlider. Unikt för avtalen så länge uppdraget varar är, att de kan sägas upp av vad som i avtalen benämns "särskilda skäl", vilket exempelvis kan betyda att brukaren upplever att samarbetet mellan brukare och assistent inte längre fungerar. Till skillnad från vid en tillsvidareanställning (ofta kallad fast anställning) krävs alltså inte saklig grund för uppsägning.
Uppsägningstiden vid uppsägning av särskilda skäl är ofta två veckor eller en månad. Före 2012, då Svenska kommunalarbetareförbundet gick i konflikt med arbetsgivarorganisationen Almega över saken, kunde sådan uppsägning enligt detta avtal ske helt utan betald uppsägningstid. 
Så länge uppdraget varar är den vanligaste anställningsformen inom privat personlig assistans. Eftersom kommunerna normalt erbjuder personalen tillsvidareanställning måste kommunerna försöka placera om de assistenter som på olika sätt blir övertaliga. När brukare själva handplockar assistenter bland exempelvis sina anhöriga anställer även kommuner på så länge uppdraget varar-anställning, genom ett avtal vid namn PAN som inte ger rätt till fortsatt anställning för arbete hos andra brukare.
Arbetsgivarföreningen KFO rekommenderar företagen att använda anställningsformen så länge uppdraget varar, istället för andra anställningsformer såsom tillsvidareanställning eller timanställning: "Annars kan det bli onödigt komplicerat och dyrt vid konflikter i samband med avslut och uppsägning".